# Luperina madeirae
Luperina madeirae is een vlinder uit de familie uilen (Noctuidae). De wetenschappelijke naam is voor het eerst geldig gepubliceerd in 2005 door Fibiger.
De soort komt voor in Europa.